# Росиця (притока Янтри)
Росиця (болг. Росица) — річка на півночі Болгарії, ліва притока Янтри. Має довжину 164 км, що робить її найбільшою притокою Янтри. Площа басейну — 2 265 км².
Бере початок у болгарській частині Старої Планини між Шипкинським перевалом та піком Ботева. Тече в північному напрямку до містечка Севлієво, де річище звертає на північний схід. На 10-15 км нижче за течією від Севлієва в 1953 році споруджено дамбу.